# Richard H. Whiteley

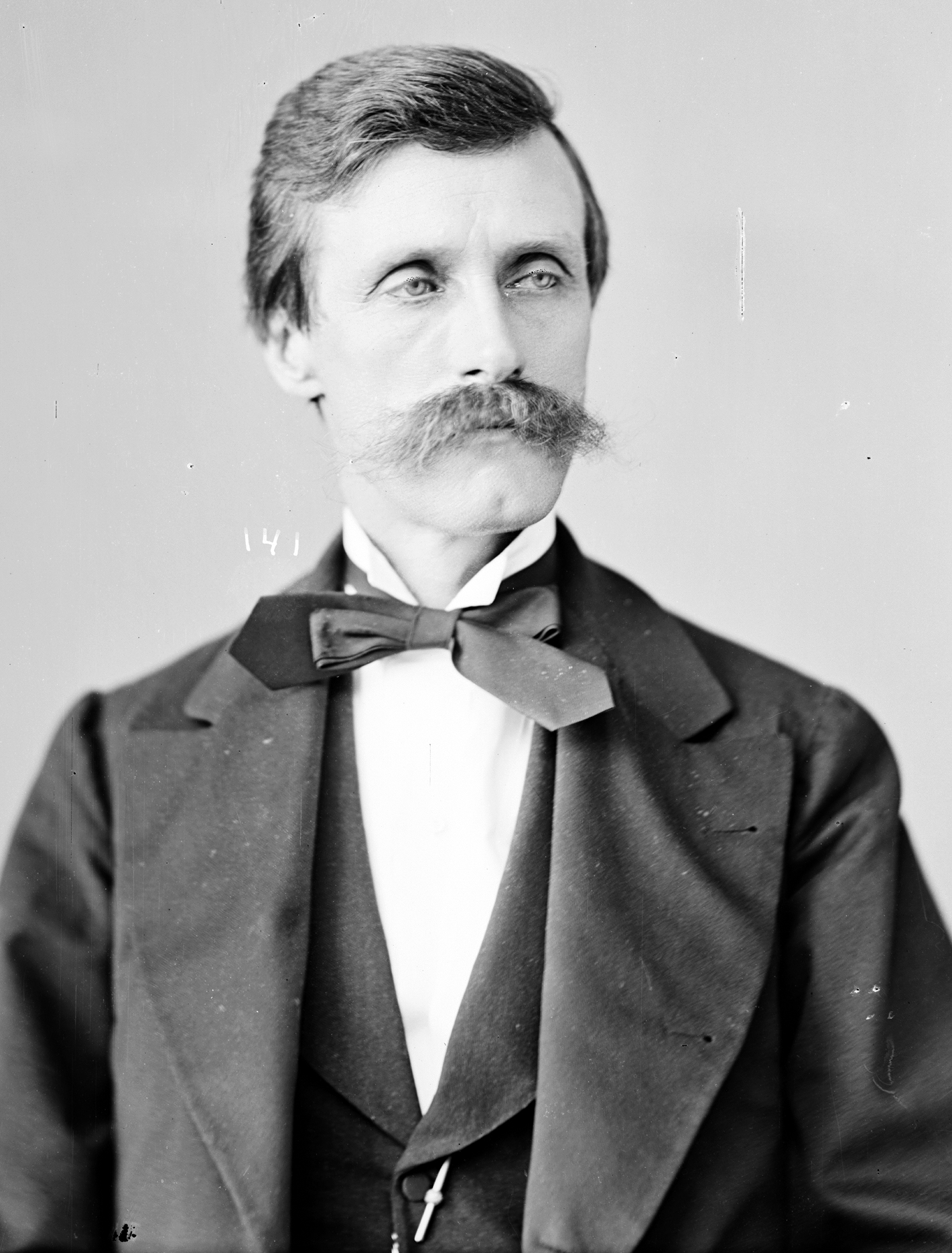
Richard H. Whiteley

Richard Henry Whiteley (* 22. Dezember 1830 im County Kildare, Irland; † 26. September 1890 in Boulder, Colorado) war ein US-amerikanischer Politiker. Zwischen 1870 und 1875 vertrat er den Bundesstaat Georgia im US-Repräsentantenhaus.

## Werdegang
Im Jahr 1836 kam Richard Whiteley mit seinen Eltern in die Vereinigten Staaten, wo sich die Familie im Bundesstaat Georgia niederließ. Dort erhielt er privaten Schulunterricht; danach wurde er im Handwerk tätig. Nach einem anschließenden Jurastudium und seiner im Jahr 1860 erfolgten Zulassung als Rechtsanwalt begann er in Bainbridge in seinem neuen Beruf zu arbeiten. Anfang 1861 sprach sich Whiteley gegen den Austritt des Staates Georgia aus der Union aus. Nachdem dieser Schritt aber dennoch vollzogen wurde, diente er im Heer der Konföderierten Staaten, wo er es bis zum Major brachte.
Nach dem Krieg wurde er Mitglied der Republikanischen Partei. Im Jahr 1866 kandidierte er erfolglos für den Kongress, in dem der Staat Georgia ohnehin noch nicht wieder zugelassen worden war. 1867 war er Delegierter auf einer Versammlung zur Überarbeitung der Staatsverfassung. Im Jahr 1870 wurde er in Georgia in den US-Senat gewählt. Dort wurde er aber nicht akkreditiert, weil er in die am 4. März 1865 begonnene Amtszeit gewählt wurde und Georgia zu diesem Zeitpunkt noch nicht wieder Mitglied der Union war.
Nachdem der Kongress den 1868 gewählten demokratischen Kandidaten Nelson Tift abgelehnt hatte, wurde Richard Whiteley als Kandidat seiner Partei im zweiten Wahlbezirk von Georgia als dessen Nachfolger in das US-Repräsentantenhaus in Washington, D.C. gewählt. Nach zwei Wiederwahlen konnte er bis zum 3. März 1875 im Kongress verbleiben. Bei den Kongresswahlen des Jahres 1874 unterlag Whiteley dem Demokraten William Ephraim Smith. Im Jahr 1877 zog er nach Boulder im Staat Colorado, wo er als Rechtsanwalt arbeitete. Dort ist er am 26. September 1890 auch verstorben.